# Janice Silva
Janice Silva (Amadora, 12 de junho de 1997) é uma jogadora de futsal internacional portuguesa que joga na posição de ala.

## Biografia
Nasceu a 12 de junho de 1997 na Amadora. Cresceu no Casal de São Brás numa familia de origem caboverdiana.
Começou a jogar futebol no ensino preparatório por mediação do seu tio, entre os 11 e os 12 anos escolheu o futsal, modalidade que lhe permitia treinar mais perto da casa integrando a equipa feminina do Clube Atlético São Brás.
A sua carreira começou a tomar forma quando a Fundação Benfica implementou um projeto na escola.
Em 2015 foi pela primeira vez internacional com a Seleção Portuguesa A de Futsal Feminino. Em 2013 começou a jogar no S.L. Benfica e depois de 10 temporadas, partiu para clube de futsal Città Di Falconara para, em 2022 voltar novamente para o S.L. Benfica.

## Carreira/ Clubes
- Primeira Internacionalização: 19 de novembro de 2015, Seleção Portuguesa A Futsal Feminina[1]

- Formação no Clube Atlético São Brás: 2007-2008 2012-2013[5]
- S. L. Benfica 2013-2018[5]
- Città Di Falconara 2021-2022[6]
- S. L. Benfica - 2022[7]

## Prémios e Reconhecimentos
- Em 2023, integrou a PowerList da Bantumen que elege anualmente as 100 Personalidades Negras Mais Influentes da Lusofonia [2]

- Nomeada para o Planet Awards 2021 como Melhor Futsalista do Mundo em 2021 (Sexta jogadora mais votada em sua categoria, com 233 votos).[8]

- Distinguida em 2021 como a terceira melhor jogadora do mundo, com sua seleção portuguesa sendo eleita a segunda melhor do mundo.[2]

- Melhor Jogadora do Mundo - 2020[9]

- Terceira Melhor Jogadora do Mundo: 2019, 2018[4]

- Nomeada para Jogadora do Ano - Quinas de Ouro - 2019[3]

## Títulos
Janice Silva tem conquistado notáveis títulos ao longo de sua carreira, incluindo o tão cobiçado "triplete" na Itália, pelo Città di Falconara, com a conquista do campeonato, taça e supertaça.
Sagrou-se Tetracampeã, conquistou cinco Taças de Portugal, uma Taça da Liga e quatro Supertaças pelo S. L. Benfica , demonstrando a sua excelência no futsal.
Janice Silva inspira jovens atletas com o seu talento e dedicação à modalidade, consolidando-se como uma das principais figuras do futsal feminino internacional.